# Felt (udde i Antarktis)
Felt är en udde i Antarktis. Den ligger i Västantarktis. Inget land gör anspråk på området.
Terrängen inåt land är mycket platt.  Trakten är obefolkad. Det finns inga samhällen i närheten.